# Marcus Herennius Faustus
Marcus Herennius Faustus Tiberius Iulius Clemens Tadius Flaccus war ein im 2. Jahrhundert n. Chr. lebender römischer Politiker.
Seine Karriere ist durch eine Inschrift belegt: Zunächst war Faustus Militärtribun der Legio III Augusta. Anschließend wurde er Quaestor. Danach war er Volkstribun. Später diente er als Praetor.
Durch Inschriften ist belegt, dass Faustus vermutlich um 114 Legatus legionis der Legio XIII Gemina war; die Legion war nach den Dakerkriegen in Apulum stationiert, wo auch die Inschriften gefunden wurden. Weiterhin war Faustus Sevir turmae equitum Romanorum, ein Amt, das mit der Leitung einer Abteilung der römischen Reiterei verbunden war. Er war auch Mitglied des Kollegiums der Decemviri stlitibus iudicandis.
Durch Militärdiplome, die teilweise auf den 5. April 121 datiert sind, ist belegt, dass Faustus 121 zusammen mit Quintus Pomponius Rufus Marcellus Suffektkonsul war; die beiden übten ihr Amt von März bis April aus.
Neben seinen administrativen Ämtern hatte Faustus auch religiöse Ämter inne; so war er Sodalis Augustalis und Mitglied des Priesterkollegiums der Septemviri epulonum.